# 712 Boliviana
712 Boliviana هو كويكب، يقع ضمن حزام الكويكبات. اكتشف في 19 مارس 1911. وقد اكتشفه ماكس فولف.

## روابط خارجية
- 712 Boliviana في قاعدة بيانات مختبر الدفع النفاث لأجرام النظام الشمسي الصغيرة

- الاكتشاف · مخطط المدار ·  العناصر المدارية · المعلمات المادية

- 712 Boliviana على موقع ويكي سكاي: DSS2, SDSS, GALEX, IRAS, Hydrogen α, X-Ray, Astrophoto, Sky Map, Articles and images